# Apostolski Kościół Ormiański
Apostolski Kościół Ormiański (Święty Apostolski Kościół Ormiański, orm. Հայ Արաքելական Եկեղեցի) – przedchalcedoński Kościół wschodni działający wśród Ormian – pierwotnie w Armenii i na Bliskim Wschodzie, obecnie również wśród diaspory ormiańskiej na całym świecie. Liczy około 6 milionów wiernych.

## Historia

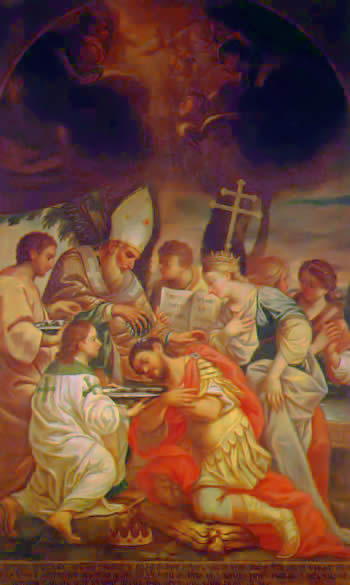
Chrzest króla Armenii Tiridatesa III

Chrześcijaństwo dotarło do starożytnej Armenii już w drugiej połowie I wieku. Pierwszymi nauczycielami Armenii byli święty Bartłomiej apostoł i Juda Tadeusz Apostoł. Chrystianizacja kraju, mimo początkowych prześladowań, postępowała szybko i w 301 roku (data tradycyjna: ostatnie badania wskazują, że mogło to być w 314) Grzegorz Oświeciciel ochrzcił króla Tiridatesa III (orm. Trdat) z dynastii Arsacydów (orm. Arszakuni), który jako pierwszy na świecie wprowadził chrześcijaństwo jako religię państwową. Święty Grzegorz Oświeciciel zorganizował Kościół Armenii i założył siedzibę biskupią (później patriarszą) w Eczmiadzynie. Przyjęcie chrześcijaństwa wywarło ogromny wpływ na starożytną kulturę Ormian, która wkroczyła w fazę intensywnego rozwoju. W 406 roku święty Mesrop Masztoc stworzył alfabet ormiański, na potrzeby ormiańskich misjonarzy i wiernych przetłumaczono z języka greckiego i aramejskiego Biblię i dzieła Ojców Kościoła. Okres rozkwitu skończył się w 451, gdy po przegranej wojnie przeważająca część Armenii znalazła się pod władzą imperium perskiego, a po jego rozbiciu przez Arabów – pod władzą kalifatu bagdadzkiego.
Z powodu wojny z Persami ormiańscy hierarchowie nie mogli uczestniczyć w 451 roku w soborze chalcedońskim, zwołanym, by zająć się herezją monofizytyzmu. W Apostolskim Kościele Ormiańskim poparcie dla monofizytyzmu było tak powszechne, że uchwały soboru chalcedońskiego potępiające go jako herezję zostały jednogłośnie odrzucone na czterech kolejnych synodach – m.in. w Waharszapat (491) i w Dwinie (w 552, a ostatecznie 645).
Tuż przed najazdem arabskim w I połowie VII wieku Apostolski Kościół Ormiański podzieliła herezja paulicjan. 200 lat później, w latach czterdziestych IX wieku, pojawiła się herezja tondrakian. Oba te ruchy religijne podważały przede wszystkim nadużycia hierarchii Apostolskiego Kościoła Ormiańskiego, piętnując przywiązanie kapłanów do bogactw. Oba zostały rozbite na skutek energicznej interwencji władz świeckich, przywołanych przez przestraszoną hierarchię kościelną. W Apostolskim Kościele Ormiańskim zaznaczyła się również fala obrazoburstwa, lecz nie pozostawiła po sobie trwałych następstw.
W latach 885–1079 Apostolski Kościół Ormiański znów stał się Kościołem państwowym niepodległego królestwa Ani pod rządami dynastii Bagratydów (orm. Bagratuni). Po upadku tego królestwa Ormianie masowo wyemigrowali do Cylicji, gdzie w dobie wypraw krzyżowych w 1080 stworzyli kolejne państwo, zwane Królestwem Małej Armenii, rządzone przez latynizującą dynastię Rubenidów. W tym okresie Apostolski Kościół Ormiański wydał kilku znakomitych teologów – Grzegorza z Nareku, Chosroesa Wielkiego, katolikosa Nersesa z Klaj, arcybiskupa Tarsu Nersesa z Lampon, świętego Jana Wanahana i Wartana Wielkiego.
Pod wpływem władz świeckich i bliskich związków Małej Armenii z Zachodem, patriarchat (przeniesiony w ślad za wiernymi do Cylicji) zawarł w 1198 unię z Rzymem i zerwał z monofizytyzmem. Patriarchowie Grzegorz VI (1194–1208), Jan VI (1208–1221), Konstantyn I (1221–1267) i ich następcy, a także podlegli im biskupi na synodach w Sis (1307, 1346) i w Adanie (1317) przyjęli katolicką naukę o Chrystusie i prymat papieża. Jednakże unia nie rozszerzyła się poza Małą Armenię i zakończyła się wraz z jej upadkiem w 1375. Pozostałe ośrodki Apostolskiego Kościoła Ormiańskiego unię odrzuciły, a na fali sprzeciwu wobec niej biskupi pozostający we właściwej Armenii odnowili patriarchat w Eczmiadzynie.
Od upadku Małej Armenii Apostolski Kościół Ormiański wraz z innymi Kościołami Wschodu podlegał świeckiej władzy muzułmanów – osmańskich Turków. W ich imperium Ormianie stanowili odrębny millet. W tych wiekach Apostolski Kościół Ormiański, jako narodowy Kościół Ormian, stał się jednym z filarów ich przetrwania w skrajnie niesprzyjających warunkach – rozproszenia, prześladowania, ateizacji, a nawet planowego ludobójstwa.
W 1439 na Soborze Florenckim unia została odnowiona, jednak obejmowała jedynie stosunkowo niewielką liczbę Ormian. W 1742 papież Benedykt XIV mianował arcybiskupa Abrahama Ardziwiana patriarchą, tworząc Kościół katolicki obrządku ormiańskiego z siedzibą w Bejrucie (Liban) i z jurysdykcją nad południową częścią Imperium Osmańskiego. Jego siedziba była później przeniesiona do Konstantynopola, ale w 1928 powróciła do Bejrutu.

## Struktura
Apostolski Kościół Ormiański ma strukturę hierarchiczną z czterema patriarchami, z czego dwóm przysługuje tytuł katolikosa. Na jego czele stoi patriarcha eczmiadzyński, noszący tytuł Katolikosa Wszystkich Ormian (dla podkreślenia duchowej zwierzchności nad pozostałymi patriarchami). Wskutek zaszłości historycznych istnieją obecnie cztery stolice patriarsze:

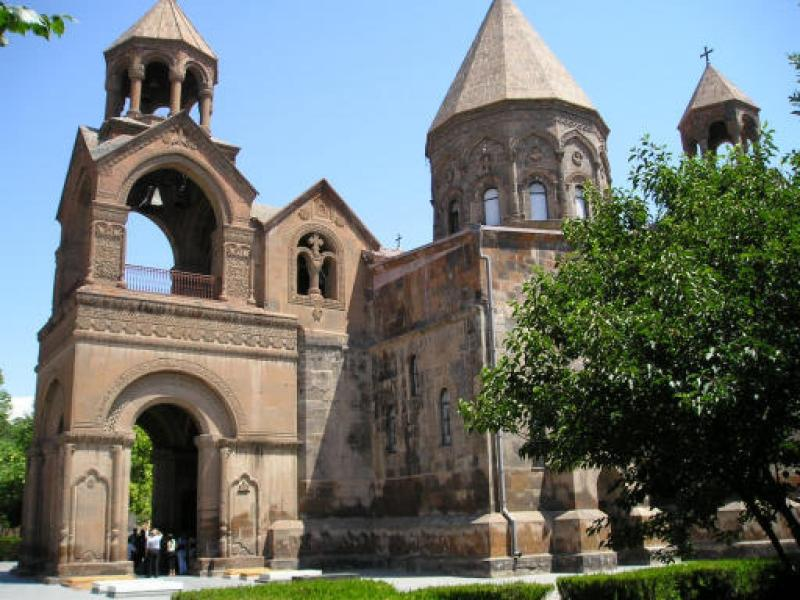
Katedra w Eczmiadzynie – siedziba Katolikosa Wszystkich Ormian. Typowy przykład ormiańskiej architektury sakralnej

- Katolikos Wszystkich Ormian rezyduje w Eczmiadzynie, mając honorowe pierwszeństwo przed pozostałymi patriarchami; patriarchat ten został ustanowiony na nowo w 1441, gdyż pierwotny patriarchat w ślad za emigrującymi wiernymi został przeniesiony do Cylicji;
- Katolikos Wielkiego Domu Cylicyjskiego rezyduje obecnie w Antelias (Liban); między 484 a 1441 patriarchat cylicyjski przenosił się w ślad za władzami świeckimi do miast Dwin, Ani, Achtamar, Hromkla, aż na stałe pozostał w Sis, stolicy Królestwa Małej Armenii; po jego upadku uznał w 1446 prymat patriarchatu w Eczmiadzynie; po Ludobójstwie Ormian w 1915 patriarcha cylicyjski uciekł do Jerozolimy, potem do Adany, następnie do Aleppo, zaś w 1930 osiadł w Antelias; sprawuje władzę duchowną nad wiernymi w Libanie i w diecezjach syryjskich Damaszku i Latakija; obecnie (od 1995) katolikosem cylicyjskim jest Aram I Kesziszjan;
- Patriarcha Jerozolimy i wspólnoty świętego Jakuba, związany z kolonią ormiańską wokół Grobu Chrystusa, a zwłaszcza z tamtejszą ormiańską wspólnotą zakonną wokół ormiańskiej bazyliki świętego Jakuba; pierwszym poświadczonym przez źródła ormiańskim biskupem używającym tego tytułu był Abraham I (638–669); patriarchat jerozolimski nie rościł pretensji do przewodzenia Apostolskiemu Kościołowi Ormiańskiemu, lecz uznawał prymat najpierw patriarchatu cylicyjskiego, potem odnowionego eczmiadzyńskiego; jego misja jest rozumiana jako podtrzymywanie ormiańskiej obecności w miejscach świętych, poza tym sprawuje władzę duchowną nad wiernymi w Izraelu, arabskiej części Palestyny i w Jordanii;
- Patriarcha Konstantynopola; w 1461 sułtan Mehmet II, tworząc system millet, powołał zwierzchników poszczególnych grup narodowościowo-wyznaniowych, rezydujących przy Porcie Osmańskiej w Konstantynopolu; prawosławny patriarcha Konstantynopola został zwierzchnikiem wszystkich „Greków” (chrześcijan prawosławnych), a nowo powołany patriarcha ormiański – Ormian; działał jako łącznik między władzami tureckimi a patriarchatem eczmiadzyńskim, a dzięki poparciu władz tureckich podporządkował sobie de facto pozostałe patriarchaty; obecnie sprawuje władzę duchowną nad wiernymi w Turcji.
- Należy jeszcze wspomnieć o patriarchacie w Achtamar (wyspa na jeziorze Wan), ustanowionym przez króla Gagika z Wasburagan między 929 a 953. Patriarchat ten, choć istniał długo, miał znaczenie marginalne i nie odrodził się po Ludobójstwie Ormian z 1915.

Patriarchaty nie tworzą odrębnych Kościołów, lecz dzielą się jurysdykcją terytorialną w ramach tego samego Apostolskiego Kościoła Ormiańskiego. Postulowane zjednoczenie Kościoła pod władzą jednego patriarchy odwleka się ze względu na spory polityczne i osobiste. W latach 50. XX wieku doszło nawet do rozłamu w Apostolskim Kościele Ormiańskim w USA i Kanadzie na tle obediencji cylicyjskiej i eczmiadzyńskiej.

## Współczesność

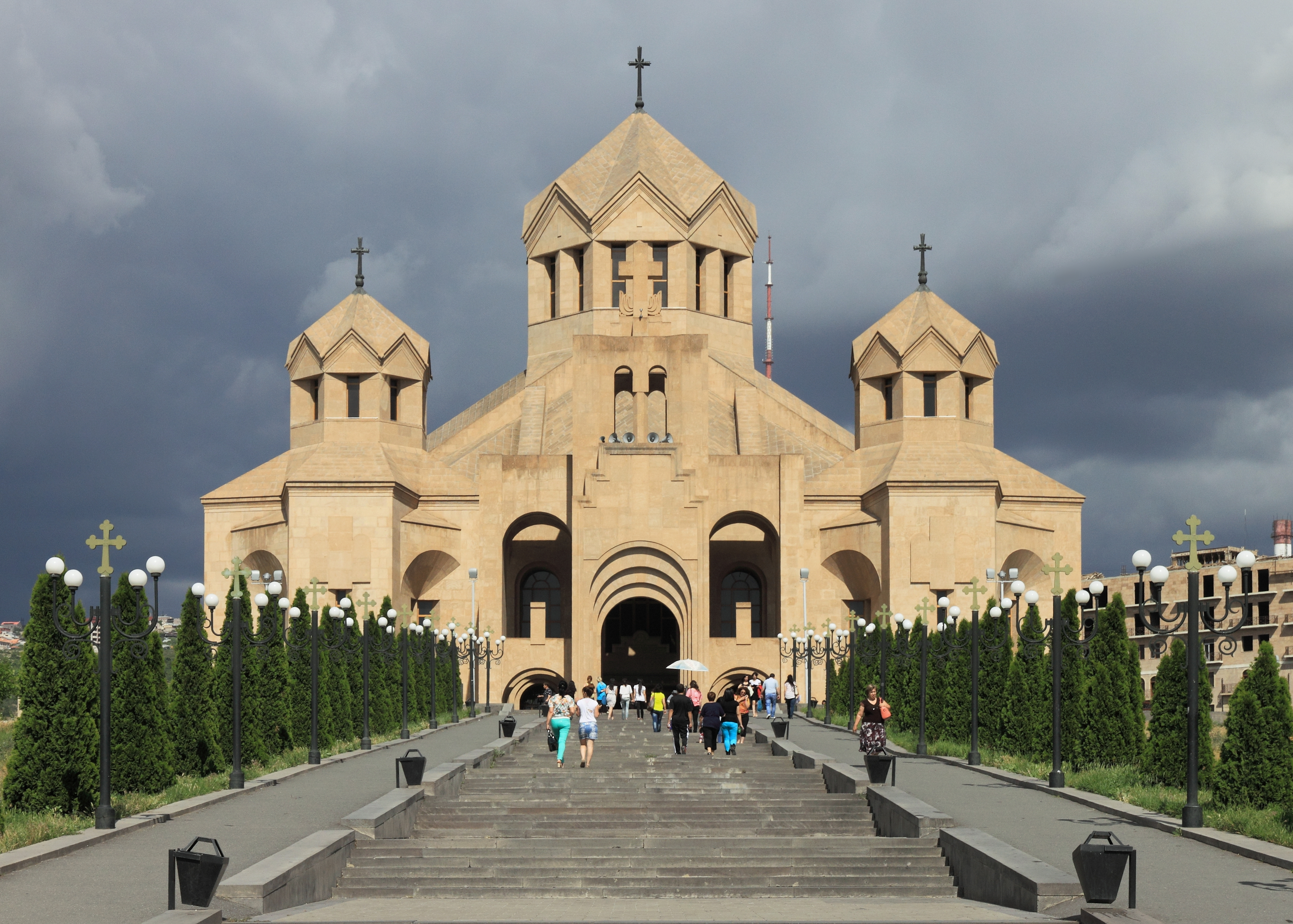
Katedra św. Grzegorza Oświeciciela w Erywaniu – największa świątynia w Armenii

Apostolski Kościół Ormiański liczy obecnie około 6 mln wiernych, żyjących głównie w Republice Armenii (3,4 mln). Działa również wśród diaspory ormiańskiej na całym świecie, najliczniejszej w państwach byłego ZSRR (1,1 mln) i w USA (0,5 mln) [dane z 1987]. Również w Polsce są zarejestrowane dwie wspólnoty wiernych tego Kościoła: „Ormiański Kościół Apostolski w Rzeczypospolitej Polskiej” i „Ormiański Kościół Apostolski Katolikosatu Eczmiadzyńskiego w Rzeczypospolitej Polskiej”. Obecnie patriarchą eczmiadzyńskim jest Karekin II Nersisjan.
Apostolski Kościół Ormiański uznaje wyznanie wiary w wersji przyjętej przez trzy pierwsze sobory powszechne: sobór nicejski I, sobór konstantynopolitański I i sobór efeski, odrzucając dodatki następnych soborów. Obrządek ormiański pochodzi głównie od świętego Bazylego z Cezarei i różni się od greckiego tylko szczegółami, spośród których najbardziej charakterystyczny wydaje się „pocałunek pokoju” w trakcie mszy. Występuje w dwóch odmianach terytorialnych: libańskiej i lwowskiej.
W 1997 goszczący w Rzymie patriarcha eczmiadzyński Karekin I Sarkisjan podpisał wspólną deklarację chrystologiczną z papieżem Janem Pawłem II, w której przyjął chalcedońską naukę o osobie Chrystusa, odrzucając w ten sposób monofizytyzm. Krok ten spotkał się jednak z ostrym sprzeciwem ortodoksyjnego duchowieństwa.
Mimo tego Apostolski Kościół Ormiański, jak i reszta Orientalnych Kościołów Ortodoksyjnych, jasno definiuje swoją pozycję jako potępiającą monofizytyzm w wersji nauczanej przez Eutychesa, nie zgadza się jednak z definicją zaproponowaną przez sobór Chalcedoński.
Do dziś w tym Kościele pozostał zwyczaj składania ofiar ze zwierząt.

## Inne Kościoły ormiańskie
Oprócz Apostolskiego Kościoła Ormiańskiego istnieje również mniej liczny unicki Kościół katolicki obrządku ormiańskiego. Wśród Ormian istnieją też liczne drobne denominacje protestanckie, określane zbiorczą nazwą Ormiańskiego Kościoła Ewangelickiego.